# Les Aventures de Tintin (série, 1957)
Pour les articles homonymes, voir Tintin (homonymie).
Les Aventures de Tintin est une série télévisée d'animation belge réalisée en 1957 et 1959 par les studios Belvision. Elle est adaptée des albums Le Sceptre d'Ottokar et L'Oreille cassée des Aventures de Tintin de Hergé. Le premier album y est divisé en huit épisodes et le second en sept. Jean Nohain prête sa voix au narrateur et à tous les personnages.

## Saisons
- Le Sceptre d'Ottokar (8 épisodes)
- L'Oreille cassée (7 épisodes)